# Taipa
A Taipa (chinês: 氹仔島 ; Minnan: tiap á tó) é uma ilha na Região Administrativa Especial de Macau (RAEM) na República Popular da China e tem uma área de 7,9 km². Administrativamente, corresponde à freguesia de Nossa Senhora do Carmo. O Aeroporto Internacional de Macau, o Terminal Marítimo de Passageiros da Taipa, a Universidade de Macau, a Universidade de Ciência e Tecnologia de Macau, bem como várias fábricas, o centro de tratamento de resíduos sólidos de Macau e o seu incinerador, localizam-se nesta ilha.
Esta ilha já começou a ser povoada por chineses desde do séc. XII.  Os portugueses chegaram a esta ilha em 1851 e ocuparam-na. Incorporou-a depois na colónia de Macau e, hoje, continua a ser uma parte integrante da RAEM. Taipa é conectada à península de Macau pela Ponte Governador Nobre de Carvalho, Ponte da Amizade e Ponte de Sai Van. É também conectada à ilha de Coloane pela "Estrada de Istmo", construída sobre o istmo de Cotai.
A Taipa sempre foi uma ilha pouco povoada. Mas esta situação mudou no mês de Outubro de 1974, quando a Ponte Governador Nobre de Carvalho foi concluída. A partir desta data, a ilha experimentou, e continua a experimentar, um grande desenvolvimento e aumento substancial de população. Hoje é uma grande área residencial.